# Lymantria hollowayi
Lymantria hollowayi este o specie de molii din genul Lymantria, familia Lymantriidae, descrisă de Alexander Schintlmeister Conform Catalogue of Life specia Lymantria hollowayi nu are subspecii cunoscute.